# 賓·戴維斯 (1981年)
賓·戴維斯（英語：Ben Davies；1981年5月27日—）是一位英格蘭足球運動員。他出生在伯明翰。他效力過的最近一家球隊是格林斯比镇。

## 外部連結
- 足球数据库：賓·戴維斯的球员统计数据